# ماکسول (ایندیانا)
ماکسول (به انگلیسی: Maxwell) یک منطقهٔ مسکونی در ایالات متحده آمریکا است که در شهرستان هنکاک، ایندیانا واقع شده‌است. ماکسول ۲۷۷٫۹۸ متر بالاتر از سطح دریا واقع شده‌است.